# Sportschießen

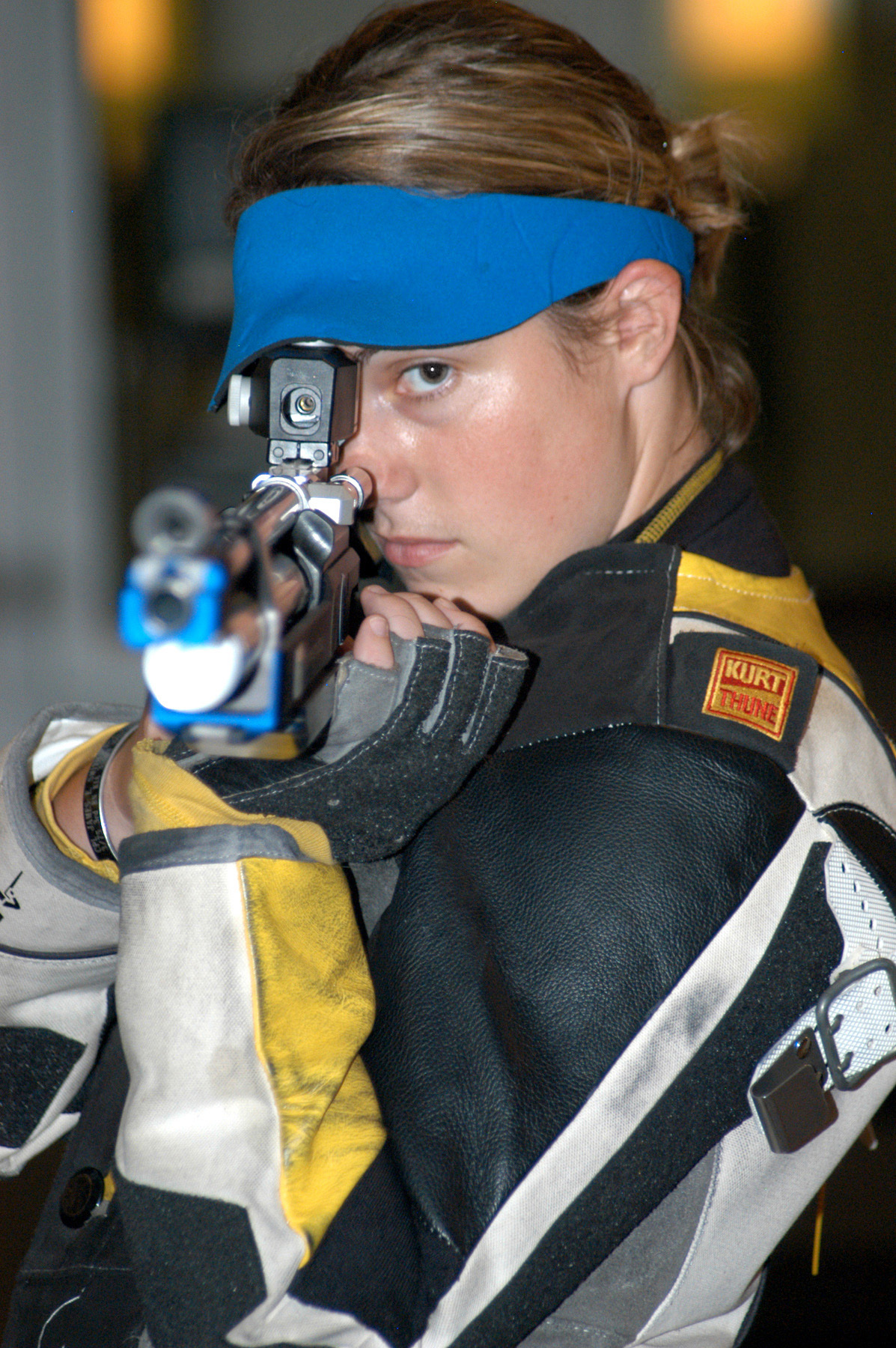
Hattie Johnson bei den Olympischen Spielen 2004 in Athen

Sportschießen oder auch Schießsport ist international der sportliche Umgang mit Schusswaffen, Sportbogen (Armbrust, Bogen) oder Blasrohren. Sportliches Schießen bedeutet Schießen nach bestimmten Regeln, die Waffe wird dabei – entgegen ihrem militärischen oder jagdlichen Ursprung – als Sportgerät verwendet, ähnlich wie der Speer beim Speerwurf oder der Degen beim Fechten.
Schießsport wird oftmals auch als Präzisionssport bezeichnet.

## Grundzüge des Sports
Ziel bei den meisten Disziplinen des Sportschießens ist es, möglichst genau in die Mitte einer Schießscheibe, durch Einklang von Körper (statischem Aufbau und Körperbeherrschung) und Geist (innere Ruhe und Kontrolle von äußeren Einflüssen), zu treffen. Bei anderen Disziplinen liegt der Fokus mehr auf Schnelligkeit und/oder Körperbeherrschung. All dies erfordert Training, sowohl körperliches als auch mentales. Oft werden diese Belastungen unterschätzt und Schießen gelegentlich nicht als Sport anerkannt.

### Ziel
Die Ringanordnung auf einer Schießscheibe wird „Spiegel“ genannt, in den meisten Disziplinen handelt es sich um Ringscheiben, bei denen maximal zehn Ringe erreicht werden können. Je näher man die Treffer in der Mitte platzieren kann, umso mehr Ringe erhält der Schütze. Im Finale wird jeder Ring noch mit „Zehntel“ unterteilt, damit es nicht zum Gleichstand kommt. 
Dagegen wird bei der sogenannten Teilerwertung der Abstand des Schusses in hundertstel Millimetern von der Mitte der beschossenen Scheibe angegeben. Diese Wertungsart wird meist bei Preis- oder Königsschießen angewendet.

## Wettkampf
In der Regel werden beim Sportschießen Wettkämpfe mit, je nach Disziplin und Altersklasse, 20, 30, 40 oder 60 Schuss geschossen. Es werden dabei in der Regel einzelne Zehnerringscheiben verwendet, in Wettkämpfen mit dem Luftgewehr jedoch seit einiger Zeit fast ausschließlich Scheibenstreifen, die mit jeweils zehn oder fünf Spiegeln versehen sind. Auch werden jetzt oft elektronische Anlagen verwendet. Bei Luftpistole werden fünf Schuss auf eine Scheibe geschossen.

### Wertung
Seit der Jahrtausendwende kommen immer mehr elektronische Messverfahren zum Einsatz. Infrarot-Lichtschranken erfassen den Durchtritt eines Geschosses mit hoher Auflösung mittels eines feinen Rasters aus IR-Strahlen. Akustische Systeme „hören“ mittels mehrerer sehr fein kalibrierter Mikrophone das Geräusch, welches das Geschoss beim Durchschlagen der Papierscheibe erzeugt, und ermitteln so die Position des Treffers. Diese Systeme zeigen das Ergebnis im Gegensatz zur manuellen Auswertung sofort und mit einer höheren Genauigkeit an.

### Olympischer Sport
Während bei den olympischen Disziplinen zwischen den Geschlechtern unterschieden wird, gibt es in den nationalen Verbänden auch Disziplinen, bei denen diese Unterscheidung entfällt.

## Nationale Besonderheiten

### Deutschland
In Deutschland wird der Schießsport streng abgegrenzt vom Verteidigungsschießen und dem militärischen Schießen. In anderen Ländern, zum Beispiel in den Vereinigten Staaten und der Schweiz, ist dies historisch bedingt anders.

#### Mindestalter
Gerade in Hinsicht auf den Nachwuchs bieten immer mehr Vereine eine rein elektronische Alternative zu den Druckluftwaffen an. Für diese Art des Schießens gibt es kein Mindestalter. Die Ausübung des Schießsports mit Druckluftwaffen bis 7,5 Joule ist mit Vollendung des 12. Lebensjahres erlaubt, wobei es hierbei auch die Möglichkeit einer Ausnahmegenehmigung gibt (eine altersbedingte Untergrenze ist dabei nicht im Waffengesetz festgelegt). Jugendlichen, die das 14. Lebensjahr vollendet haben und noch nicht 16 Jahre alt sind, ist auch das Schießen mit kleinkalibrigen Schusswaffen (bis Kaliber 5,6 mm/.22 lfB mit max. 200 J Mündungsenergie) und Einzellader-Langwaffen mit glatten Läufen (Flinten) bis Kaliber 12 unter Obhut des zur Aufsichtsführung nach §11 der AWaffV berechtigten Sorgeberechtigten oder verantwortlicher und zur Kinder- und Jugendarbeit für das Schießen geeigneter Aufsichtspersonen (Lehrer, Jugendleiter berufliche Ausbilder und Inhaber einer Jugendbasislizenz bzw. lizenzierter Vereinsübungsleiter §27.4.2 AWaffV) erlaubt (§27 WaffG + §27 AWaffV). Ab 16 Jahren entfällt die Obhutspflicht. Das heißt, der Jugendliche muss nicht mehr von einem Inhaber einer Jugendbasislizenz beaufsichtigt werden, sondern die Anwesenheit einer Standaufsicht reicht aus. Unter bestimmten Auflagen bezüglich der physischen und psychischen Entwicklung der Jugendlichen können Ausnahmen von den Altersgrenzen beantragt werden. In allen Fällen ist eine Einverständniserklärung der Personensorgeberechtigten erforderlich. Beim Bogenschießen gibt es keine gesetzliche Alterseinschränkung.

#### Waffenrecht
Das deutsche Waffenrecht, das durch das „Gesetz zur Neuregelung des Waffenrechts“ (WaffRNeuRegG) zum 1. April 2003 grundlegend geändert wurde, regelt ebenfalls die besondere Qualifizierung der Aufsichtspersonen für das Training mit Jugendlichen.

#### Wettkampf
Die offiziellen Wettkämpfe in den verschiedenen Schießdisziplinen werden in den Sportordnungen des Deutschen Schützenbundes, des Bund Deutscher Sportschützen und weiterer Verbände, wie zum Beispiel der Bund der Militär- und Polizeischützen oder der Deutschen Schießsport Union, geregelt. Die Sportordnungen werden waffenrechtlich von den Behörden geprüft und genehmigt. Teilnehmen an Wettkämpfen auf Kreis-, Bezirks-(Gau)-, Landes- und Bundesebene darf nur, wer die entsprechende Waffendisziplin in einer Vereinsmeisterschaft absolviert hat. Jeder Schütze muss also (mindestens) einem Schützenverein angehören und dort in einer Vereinsmeisterschaft die Waffendisziplin schießen, in der er an höherwertigen Wettkämpfen teilnehmen will. Für die Teilnahme an höherwertigen Wettkämpfen ist zum Teil das Erfüllen bestimmter Limit-Ergebnisse erforderlich.

### Schweiz
Aufgrund der allgemeinen Wehrpflicht in der Schweiz und der Tatsache, dass die dieser Pflicht nachkommenden Männer (sowie die freiwillig Militärdienst leistenden Frauen), ihre persönliche Waffe (Sturmgewehr oder Ordonnanzpistole) bei sich zu Hause aufbewahren und diese nach Ende der aktiven Wehrpflicht unter gewissen Voraussetzungen übertragen bekommen können, ist das sportliche Schießen mit diesen Militärwaffen (Ordonnanzwaffen) in der Schweiz sehr verbreitet. Unter gewissen Auflagen kann jeder Schweizer Bürger eine Ordonnanzwaffe als Leihwaffe beantragen.

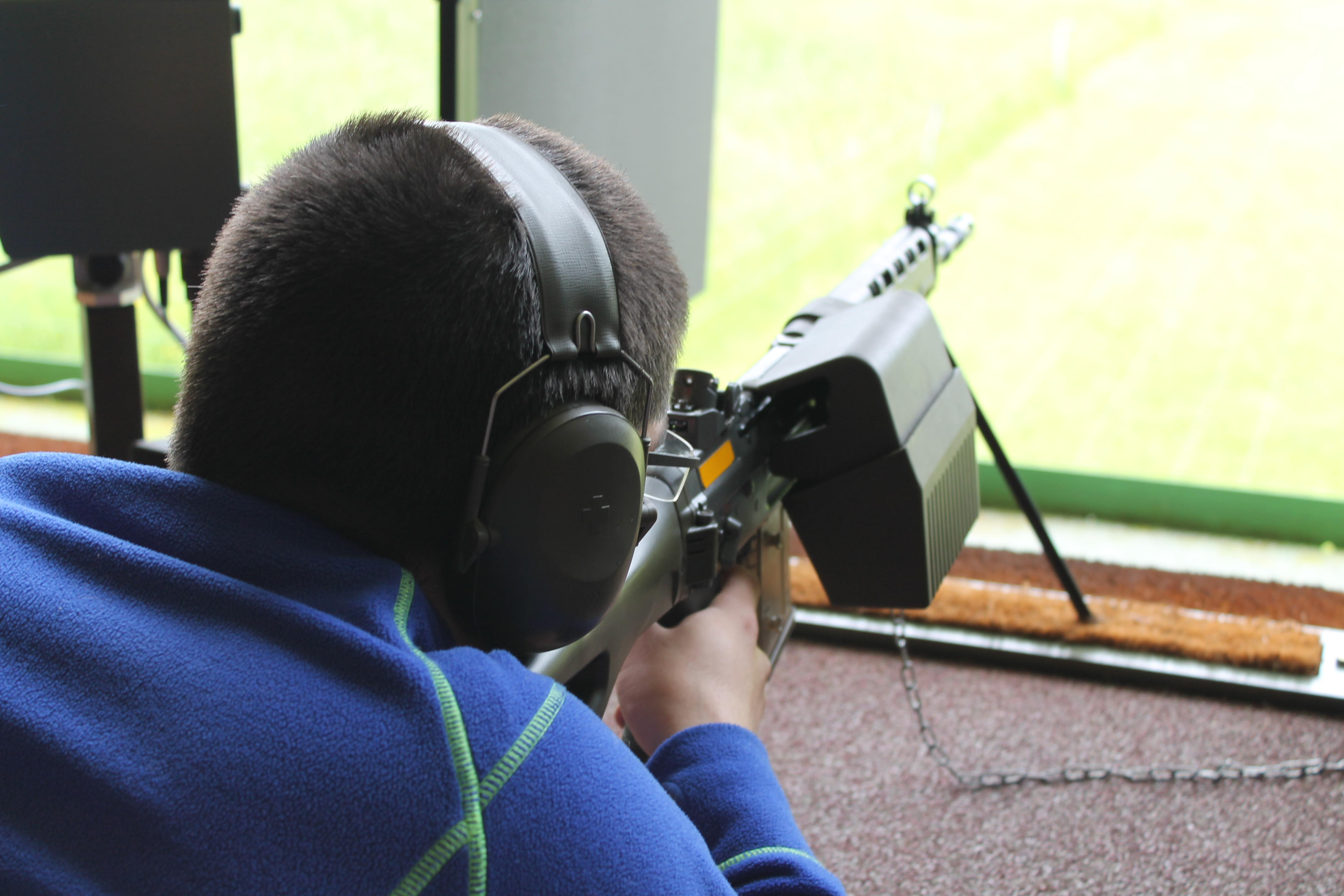
Jungschütze mit einem Leihsturmgewehr 90

Aber auch schon bevor man in das Alter der Wehrpflicht und damit in den Besitz einer persönlichen Waffe kommt (20. Altersjahr), kann man an Jungschützenkursen bei ausgebildeten Jungschützenleitern in vielen Schützenvereinen den Umgang mit der Ordonnanzwaffe (Sturmgewehr 90 oder der Armeepistole 75) erlernen und auch bereits an sportlichen Wettkämpfen teilnehmen. Zu diesem Zweck werden vom VBS (Departement für Verteidigung, Bevölkerungsschutz und Sport, dem schweizerischen Ministerium, dem auch das Militär untersteht) für die Dauer der Kurse unpersönliche Leihwaffen abgegeben.
Neben diesem sportlichen Schießen mit Ordonnanzwaffen nehmen an den Wettkämpfen auch Schützen mit reinen Sportwaffen teil, also ohne militärischen oder polizeilichen Ursprung, meist in eigenen Kategorien oder gar in eigenen Wettkämpfen.
Es werden meist auch Alterskategorien gebildet. Männer und Frauen treten jedoch in den Wettkämpfen ohne Unterschiede gegeneinander an, das heißt, es gibt meist keine separaten Ranglisten für Frauen und Männer mehr.

## Geschichte

Die Nachtwache, Rembrandt

Das Sportschießen hat insbesondere in Europa eine lange Tradition. Das korporierte Schützenwesen geht auf die Bürgerwehren der Städte zurück. In Deutschland und in den angrenzenden Nachbarländern gibt es zum Beispiel bereits seit dem Mittelalter Schützengilden. Davon zeugt unter anderem das berühmteste Bild des niederländischen Malers Rembrandt, Die Nachtwache von (1642), welches die Amsterdamer Bürgerwehr darstellt, eine Schützengilde. Der erste bezeugte Schützenwettbewerb wurde aber bereits 1442 in Zürich (Schweiz) abgehalten.
Nach den Befreiungskriegen (1813 bis 1815) setzte ein Aufschwung im Vereinswesen ein, von dem auch der Schießsport profitierte.

### Olympische Geschichte

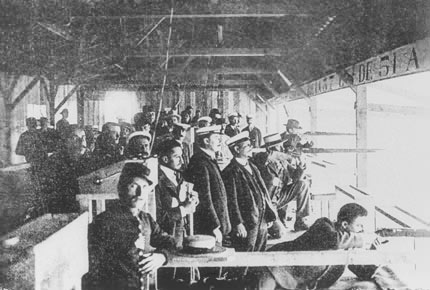
Olympisches Schießen 1900 in Paris

Das Sportschießen war bereits 1896 in Athen eine der olympischen Disziplinen. Einer der Gründe war vermutlich, dass der Begründer der Spiele der Neuzeit, Pierre de Coubertin, ein begeisterter Pistolenschütze war. Auf dem Programm standen fünf Wettbewerbe, vorwiegend mit Militärwaffen. Die Schießwettbewerbe wurden auf dem Schießstand im Vorort Kallithea ausgetragen. Es wurden zwei Wettbewerbe für Gewehre und drei für Pistolen ausgerichtet.
Erster Wettbewerb war das Militärgewehrschießen über 200 Meter. Der Sieger Pantelis Karasevdas war der einzige, der mit allen Schüssen das Ziel traf. Der zweite Wettbewerb, das Militärpistolenschießen, wurde von zwei US-amerikanischen Brüdern dominiert, John Paine und Sumner Paine. Um die Gastgeber vor einer weiteren Blamage zu bewahren, beschlossen die Brüder, dass nur einer von ihnen im freien Pistolenschießen antreten würde. Sumner Paine gewann den Wettbewerb und war der erste Verwandte eines Olympiasiegers, der selbst Olympiasieger wurde.

Olympisches Pistolenschießen auf den Polizeischießständen von Ruhleben (Berlin)

Mit Ausnahme von St. Louis 1904 und Amsterdam 1928, war das sportliche Schießen mit Schusswaffen immer Bestandteil des olympischen Programms. Die Form der Ziele für die (in frühen Jahren nur männlichen) Schützen, unterscheidet sich allerdings von den aktuellen deutlich. So wurde bspw. 1936 auf Scheiben geschossen, die eine menschliche Silhouette zeigten. Dies war auch Bestandteil der offiziellen Dokumentation zur Berliner Olympiade 1936. Die Frauen nehmen seit Los Angeles 1984 in getrennten Wettbewerben teil, früher konnten sie (ab 1968) in die „Männer-Teams“ integriert werden.

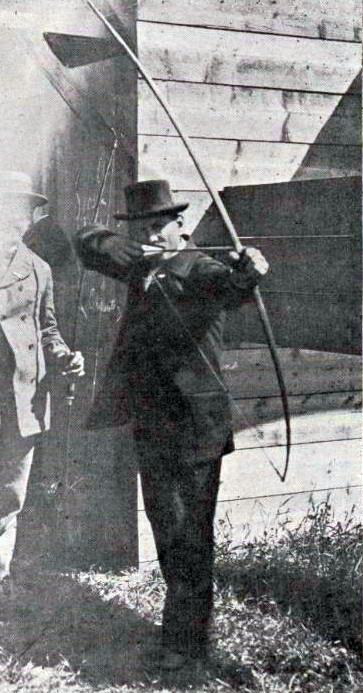
Bogenschütze bei den Olympischen Spielen 1900

Bei den Olympischen Sommerspielen 1900 in Paris wurde auch das Bogenschießen für Männer in das Programm aufgenommen. Bereits bei den Olympischen Sommerspielen 1904 in St. Louis wurden dann auch erstmals Wettbewerbe im Bogenschießen für Frauen ausgetragen, als einzige Sportart bei diesen Spielen, bei denen Frauen teilnahmeberechtigt waren. Nach den Olympischen Sommerspielen 1908 war der Bogen dann, mit Ausnahme der Olympischen Sommerspiele 1920, bis zu den Spielen in München 1972 nicht mehr Bestandteil des Schießprogramms. Seit 1972 ist das dann Bogenschießen mit dem olympischen Recurvebogen ohne Unterbrechung wieder im Programm.

### Deutschland
Nach dem verlorenen Zweiten Weltkrieg wurden alle Schützenvereine in Deutschland offiziell von den vier Siegermächten verboten und erst in den folgenden Jahren in der jungen Bundesrepublik wieder genehmigt. Insbesondere die Erlaubnis zur Wiedergründung des Deutschen Schützenbundes 1951, der bereits 1861 in Gotha gegründet worden war, sorgte in Westdeutschland für einen erneuten Aufschwung im Schießsport. In der Folge wurden ab Mitte der 1950er-Jahre auf Kreis-, Bezirks- und Landesebenen die Strukturen für eine moderne Sportorganisation geschaffen.
In der DDR war die Gründung von Schützenvereinen, wie auch die Gründung sonstiger Vereine, nicht möglich. Im Rahmen der Aktivitäten der damaligen Gesellschaft für Sport und Technik (GST) war das sportliche Schießen im Rahmen des ebenfalls in der GST angesiedelten militärischen Mehrkampfes möglich. Verwendung fanden fast ausnahmslos Kleinkaliber-Langwaffen und -Kurzwaffen. Geschossen wurde im militärischen Mehrkampf mit Karabinern nachempfundenen Einzelladern mit dem Kaliber .22 lfb, aber auch mit Druckluftwaffen.
Es wurde aber auch der Leistungssport gefördert. Zur Verfügung stand die KK-Match-Repetierbüchse Suhl Modell M 150. Dieses Hochleistungsmodell wird weitgehend baugleich noch heute durch die Firma Anschütz für Sportschützen angeboten. Der private Besitz von Waffen (mit Ausnahme von Druckluftwaffen) war jedoch auch Mitgliedern der GST nicht gestattet.
In den neuen Bundesländern erfolgte deshalb nach der Wiedervereinigung ein kompletter Neuaufbau, der sich bis heute in einer wesentlich schwächeren Organisations- und Mitgliederstruktur ausdrückt als in den meisten alten Bundesländern.
Den Sportschützen der neugegründeten Schützenvereine wurde nach der Auflösung der GST der reguläre Erwerb der Kleinkaliberwaffen ermöglicht.
In den Sportstatistiken liegen die Verbände der Sportschützen mit ihren Mitgliederzahlen seit Jahren regelmäßig auf dem dritten oder vierten Platz, sowohl auf Bundesebene, als auch auf Landesebenen und Kreisebenen, hinter den Turnern, dem Fußball und der Leichtathletik. In der öffentlichen Aufmerksamkeit bei Presse, Funk und Fernsehen wird das Sportschießen jedoch eher als „Randsportart“ betrachtet, da es weniger medienwirksam sei (Ausnahme: Biathlon).
Weiteres zur Historie von Schützenvereinen siehe Deutschland und Österreich.

### Schweiz
In der Schweiz sind Schützenvereine Vereine laut Art. 60 ff des Schweizerischen Zivilgesetzbuches. Der Schützenverein dient gemäß den Statuten in der Regel dazu, den Schießsport zu fördern und aktiv zu unterstützen.
- weitere Grundlagen des Schießsportes in der Schweiz

### Tirol
Im historischen Tirol geht das Schützenwesen auf das Landlibell zurück, einer Urkunde von Maximilian I. von 1511, die die Verpflichtung zur Selbstverteidigung des Landes durch alle Stände regelte.
Das Schützenwesen, dem nach 1918 keine militärische Bedeutung mehr zukommt, wurde 1919 in Südtirol von den italienischen Behörden verboten und erst 1959 wiedergegründet. In Nordtirol war das Schützenwesen unter den Nationalsozialisten verboten.
Die Tiroler Schützen dienen heute hauptsächlich der Traditionspflege, der Vermittlung von Werten und der (geistigen) Verteidigung der Landesinteressen, wobei eher konservative Positionen eingenommen werden.

## Waffenarten
Das Sportschießen wird in der Regel nach der Art der Waffe unterteilt:
- Bogen
- Armbrust
- Gewehr / Flinte
- Pistole / Revolver.

Obwohl Bogen wie auch Schusswaffen durchaus tödliche Verletzungen verursachen können, ist Sportschießen ein ungefährlicher Sport, da ein Schießbetrieb nur nach bewährten und strengen Sicherheitsregeln und nur auf zugelassenen Schießständen unter ständiger Aufsicht stattfinden darf.

### Schusswaffen

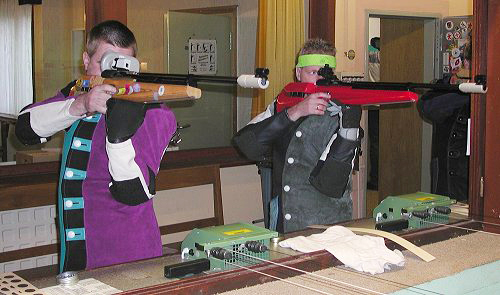
Wettkampf im Luftgewehrschießen

Gewehre und Pistolen werden nach Feuerwaffen und Druckluftwaffen unterteilt, je nach der Art, welche Munition verwendet wird. Druckluftwaffen fallen auch unter das deutsche Waffengesetz, haben aber bei einem Vorhandensein eines F im Fünfeck (unter 7,5 Joule Bewegungsenergie der Geschosse) eine Befreiung von einigen waffenrechtlichen Notwendigkeiten. Seit einigen Jahren werden vermehrt Pressluft- und/oder CO2-Waffen eingesetzt, die dem Schützen das mühselige Spannen der Waffe ersparen sollen und zudem zu einer ruhigeren Schussabgabe verhelfen.
Sowohl Luftgewehr als auch Luftpistole sind für viele der Anfang für das sportliche Schießen. Schießstände für Druckluftwaffen sind in vielen Orten vorhanden und leicht einzurichten, müssen jedoch von einem offiziellen Schießstand-Sachverständigen abgenommen werden. Anders als bei den „Schießbudengewehren“ auf dem Jahrmarkt wird bei Druckluftwaffen nicht mit Kugeln, sondern mit so genannten Diabolos mit durchschnittlich 4,5 mm Durchmesser geschossen, die eine geradere Flugbahn und ein sauberes Einschussloch gewährleisten.
Die Auswertung der Schießergebnisse wird heute in der Regel mit elektronischen Auswertemaschinen vorgenommen, die bis auf 1/100 mm genau auswerten können. Insbesondere im Finale größerer Wettkämpfe werden auch die Zehntel eines Ringes zum Ergebnis hinzu addiert. Statt der sonst üblichen „einfachen Zehn“ kann mit einer elektronischen Auswertung bis zu „10,9“ erreicht werden, was einem Schuss entspricht, der im absoluten Mittelpunkt des Ringspiegels liegt.
Das größte Angebot für das sportliche Schießen besteht im Bereich der „Feuerwaffen“. Beim Sportschießen werden in der Regel keine „Gebrauchswaffen“ verwendet, sondern speziell entwickelte Sportwaffen. Die Spitzenathleten benutzen hochgezüchtete Sportwaffen wie die Schnellfeuerpistole, die Freie Pistole oder das Biathlongewehr der Biathleten und die Bögen der Bogenschützen.
Ebenfalls großer Beliebtheit erfreut sich auch das Großkaliberschießen mit Kurz- und Langwaffen, welches in Deutschland überwiegend von den Sportschützenverbänden BDS und BDMP betrieben wird. Hier allerdings werden hauptsächlich Gebrauchswaffen verwendet, die aufwändig an die Bedürfnisse des Sportschießens angepasst wurden.

### Armbrust
Für die Armbrust gibt es internationale Disziplinen auf 10 Meter, 30 Meter und die Feldarmbrust, die in einem Wettkampf nacheinander auf 35, 50 und 65 Meter geschossen wird. Für die Armbrust 10 und 30 Meter werden beim Schießen so genannte „Bolzen“ verwendet und geschossen wird auf Schießscheiben, die auch beim Schießen mit Druckluftwaffen verwendet werden. Bei der Feldarmbrust werden Pfeile verwendet und geschossen wird auf Scheiben, die auch beim Bogenschießen zur Anwendung kommen.

#### Armbrust im deutschen Waffenrecht

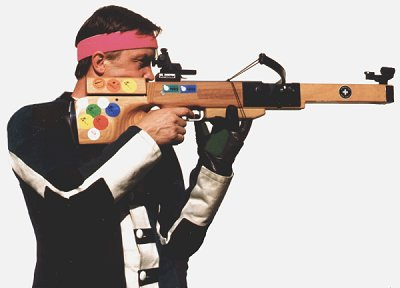
Schießen mit der Sportarmbrust

Nach neuem deutschen Waffenrecht von 2003 zählt die Armbrust gemäß § 27 Abs. 3 Nr. 2 WaffG zu den „sonstigen Schusswaffen“, die feste Körper (hier: Pfeil oder Bolzen) verschießen.
Damit finden grundsätzlich alle für die Schusswaffen geltenden Regelungen auch auf die Armbrust Anwendung, insbesondere aber die Sicherheitsbestimmungen beim Schießen.
Der Gesetzgeber hat jedoch den Begriff „Schießen“ definiert: „[Es schießt,] wer mit einer Schusswaffe Geschosse durch einen Lauf verschießt, Kartuschenmunition abschießt, mit Patronen- oder Kartuschenmunition Reiz- oder andere Wirkstoffe verschießt oder pyrotechnische Munition verschießt.“ Waffenrechtlich wird mit der Armbrust also nicht geschossen.
Da eine Armbrust aber eine Waffe ist (sie ist ja den Schusswaffen gleichgestellt), darf sie von Jugendlichen unter 18 Jahren nur unter fachkundiger Aufsicht genutzt werden, gemäß § 2 Abs. 1 WaffG „Umgang mit Waffen oder Munition“. Eine Altersuntergrenze gibt es dabei jedoch nicht.
Es ist in der Planung, in der nächsten Revision des Waffengesetzes die Armbrust wieder aus den Regelungen der „sonstigen Schusswaffen“ herauszunehmen.

## Disziplinen

### International
Jede Disziplin hat ihre speziell auf die Anforderungen angepassten und dem Reglement entsprechenden Waffen. Die unten aufgeführten Disziplinen sind die bekanntesten und international verbreitetsten. Je nach Waffengattung und Verband gibt es aber auch Mischformen, Abänderungen und Besonderheiten. Auch wird das Reglement immer wieder verändert, um die Attraktivität des Sportes bei Sportübertragungen für Fernsehsender zu erhöhen. So dürfen seit der letzten Revision der Sportordnung des Deutschen Schützenbundes die Schützen zum Beispiel nur noch Augenabdeckungen/Sichtblenden von maximal 3 cm Breite vor dem Auge und 4 cm Höhe bei seitlichen Abdeckungen tragen, damit das Gesicht des Schützen bei Fernsehübertragungen besser zu sehen ist (obwohl solche eigentlich nur bei den Olympischen Spielen vorkommen und da sind dann den internationalen Teilnehmern diese deutschen Regeln völlig egal).
International hat man sich in den letzten Jahrzehnten bemüht, die Disziplinen so zu modifizieren, dass sie ihren ursprünglich militärischen bzw. waidmännischen Charakter verlieren. Beste Beispiele sind die ehemaligen Disziplinen „Keilerschießen“, „Tontaubenschießen“ und „Schnellfeuer“ (noch früher Duell). Der Keiler wurde durch normale runde Scheiben ersetzt – und heißt heute „Laufende Scheibe“, die Tontaube heißt heute Wurfscheibe und die Schnellfeuerscheiben sind mittlerweile ebenfalls rund und haben ihr stilisiertes menschliches Aussehen verloren. Die beiden letztgenannten Disziplinen sind olympisch.
Große internationale Wettkämpfe, einschließlich der Olympischen Spiele, werden mit Ausnahme von Wurfscheiben Skeet und Wurfscheiben Trap, nur mit kleinkalibrigen Waffen oder Druckluftwaffen durchgeführt.
Des Weiteren kann man die Disziplinen in dynamische und statische Disziplinen einteilen. Der Unterschied zwischen beiden besteht darin, dass bei dynamischen Disziplinen die Ziele oft beweglich sind und nur innerhalb eines Zeitfensters getroffen werden dürfen. Besonders in großkalibrigen Disziplinen, aber nicht bei denen des DSB, sind beim dynamischen Schießen oft auch Standortveränderungen vorgeschrieben, und die Geschwindigkeit zur Schussabgabe wird mit bewertet.

#### Olympische Disziplinen
Die Regeln für alle nachfolgend angegebenen olympischen Schießdisziplinen gelten in der gleichen Weise für alle Nationalen Olympischen Komitees, die mit ihren Sportlern an den Olympischen Spielen im Schießsport teilnehmen.

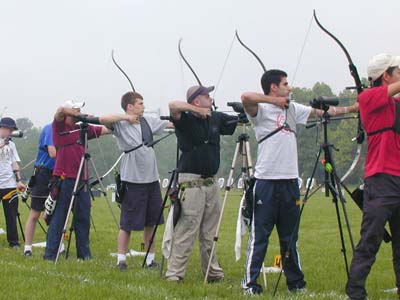
Bogenschützen an der Abschusslinie

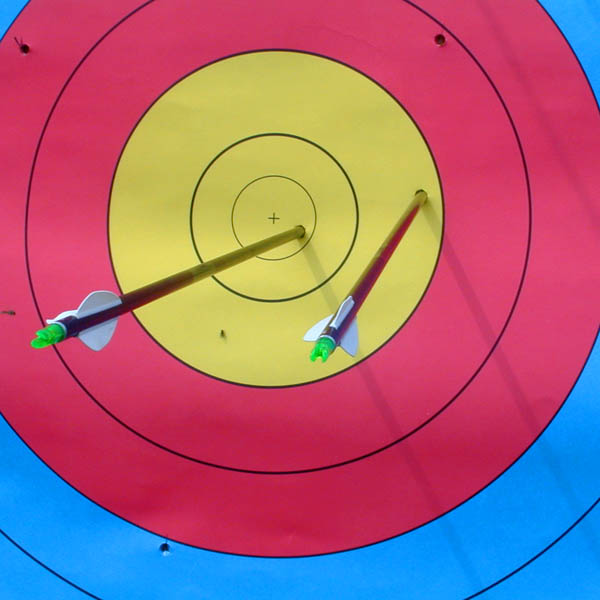
Olympische WA-Scheibe

##### Bogen
Der Bogen hat im Schießsport die längste Tradition. Er ist als Waffe der Menschheit seit ca. 15.000 Jahren bekannt. Bereits aus dem Mittelalter sind Bogenwettkämpfe beurkundet. Heute ist das Bogenschießen in der Disziplin „WA 720 Runde“ mit dem Recurvebogen olympisch.

##### Gewehr
Das Gewehr hat eine rund 700-jährige Geschichte. Im sportlichen Bereich kann man Druckluftgewehre, Kleinkalibergewehre (KK), Großkalibergewehre und Dienstgewehre unterscheiden. Die Entfernungen, auf die geschossen werden, hängen vom Typ der Waffe ab. Luftgewehre werden üblicherweise auf 10 m geschossen, KK-Gewehre auf 50 oder 100 m. Das Visier besteht in der Regel aus Diopter (hintere Visierung) und Korn/Ringkorn (vordere Visierung). Optische Hilfsmittel zur Vergrößerung des Zieles sind üblicherweise verboten (Ausnahme in nationalen Wettbewerben: „Laufende Scheibe“, die mit Zielfernrohr auf der Waffe geschossen wird). Stützende Schießbekleidung darf ebenfalls nicht verwendet werden.

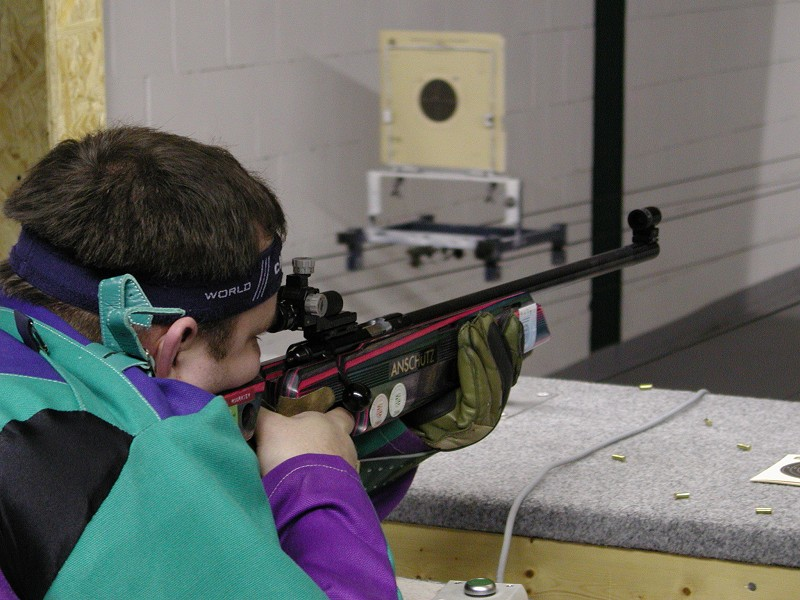
Kleinkaliber-liegend

Zumindest zeitweise olympische Disziplinen waren/sind:
| Regel (DSB) | Bezeichnung (deutsch)                                   | Bezeichnung (englisch)                      | Kaliber        | Olympisch für |
| --- | ------------------------------------------------------- | ------------------------------------------- | -------------- | --- |
| 1.10 | Luftgewehr                                              | 10 m Air Rifle                              | 4,5 mm         | Männer und Frauen                                                                                                   |
| Das Luftgewehr ist die Grundlage für alle olympischen Disziplinen im Gewehrbereich. Es werden entweder 40 Schuss in 75 Minuten oder 60 Schuss in 105 Minuten abgegeben. Sollte auf eine elektronische Trefferanzeige geschossen werden, wird die Schießzeit bei 40 Schuss auf 50 Minuten verkürzt |                                                         |                                             |                | |
| 1.40 | KK-Sportgewehr (3 × 20)                                 | 50 m rifle 3 positions (3 × 20 shots) Women | .22 long rifle | Frauen |
| Das Programm beim Sportgewehr besteht aus drei verschiedenen Stellungen. Bei jeder Stellung werden 20 Schuss abgegeben, die Reihenfolge der Stellungen ist fest vorgegeben: kniend, liegend und stehend. Die Schießzeit beträgt hierbei 150 Minuten. Wird auf elektronische Anlagen geschossen, verkürzt sich die Schießzeit auf 135 Minuten. |                                                         |                                             |                | |
| 1.60 | KK-Gewehr (3 × 40) Herrenklasse, Juniorenklasse A und B | 50 m rifle 3 positions (3 × 40 shots) Men   | .22 long rifle | Männer |
| Das Programm beim Freigewehr unterscheidet sich vom Ablauf her nicht wesentlich vom Sportgewehr. Es werden lediglich anstatt 20 Schuss je Stellung 40 Schuss abgegeben. Der Hauptunterschied besteht darin, dass jede Stellung bei den Schützen extra gestartet wird. Daraus ergeben sich folgende Schießzeiten: liegend 60 (45) Minuten, stehend 90 (75) Minuten und kniend 75 (60) Minuten. Die Zeit in den Klammern gilt bei elektronischen Trefferanzeigen. Zwischen jeder Stellung ist eine Umbauzeit von maximal 10 Minuten vorgesehen. |                                                         |                                             |                | |
| 1.80 | KK-Liegendkampf                                         | 50 m rifle Men                              | .22 long rifle | Männer Hier werden 60 Schuss abgegeben in liegend in einer Zeit von 60 Minuten auf Elektronikscheiben auf 50 Meter. |

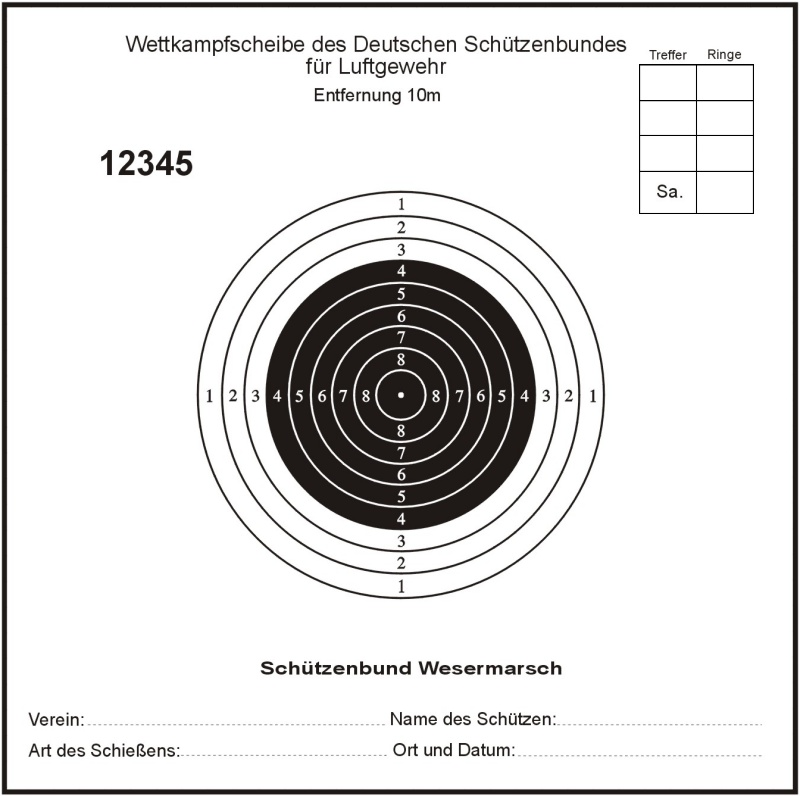
Schießscheibe für das Armbrust- und Luftgewehr-Schießen

##### Pistole

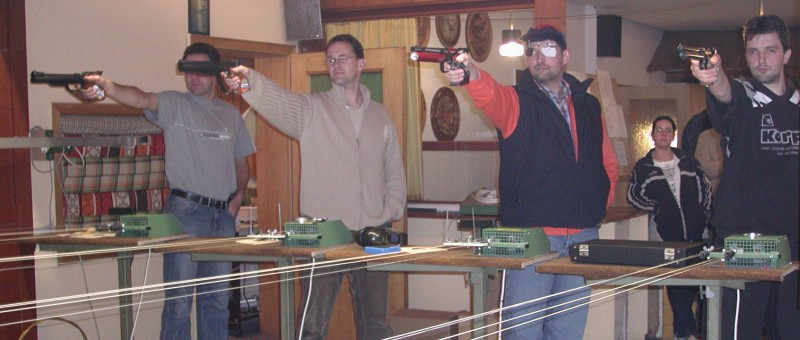
Schießen mit der Luftpistole

Die Pistole als ehemalige Reiter- und vor allem Duellwaffe erfreut sich seit Mitte des 19. Jahrhunderts wachsender Beliebtheit als Sportgerät. Das Visier besteht in der Regel aus Kimme (hintere Visierung) und Korn (vordere Visierung). Bei Sportwaffen ist die hintere Visierung mittels Drehknöpfen für die Höhen- und Seitenlage des Schussbildes verstellbar. Bei allen olympischen Disziplinen und den meisten anderen wird die Pistole grundsätzlich nur mit einer Hand gehalten. Das einhändige Halten verlängert zum einen den Weg vom Auge zur Visierung und erhöht somit die Zielgenauigkeit, zum anderen kann die Waffe tatsächlich wesentlich ruhiger gehalten werden, weil die körpereigene Unruhe (zum Beispiel Muskelzucken) sich schlechter auf die Waffe übertragen kann. Bei Disziplinen, bei denen es auf schnelle Schussfolgen mit großkalibrigen Waffen ankommt (zum Beispiel IPSC), wird die Pistole hingegen in der Regel beidhändig gehalten, da die Waffe ansonsten durch den Rückstoß zu stark beeinflusst würde. Die „Zehn“ auf einer Pistolenscheibe ist zweigeteilt in eine Innen- und eine Außenzehn.
| Regel (DSB) | Bezeichnung (deutsch)          | Bezeichnung (englisch)     | Kaliber        | Olympisch für     |
| --- | ------------------------------ | -------------------------- | -------------- | ----------------- |
| 2.10 | Luftpistole                    | 10 m Air Pistol            | 4,5 mm         | Männer und Frauen |

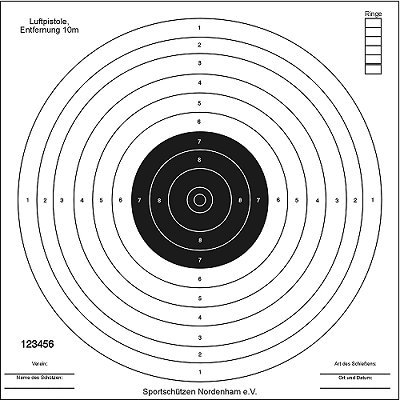
Schießscheibe für das Luftpistolen-Schießen

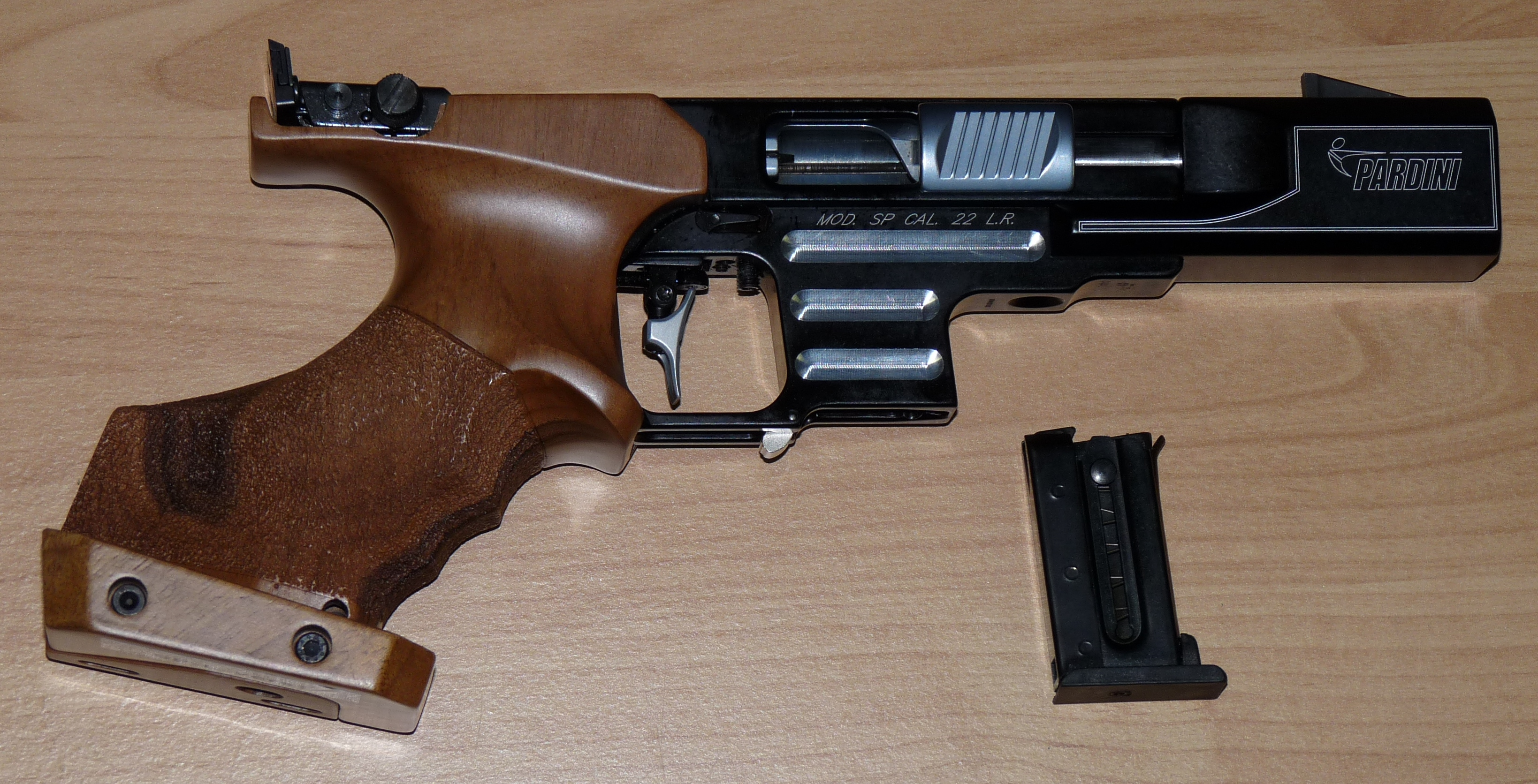
Schnellfeuer-Sportpistole (Pardini SP)

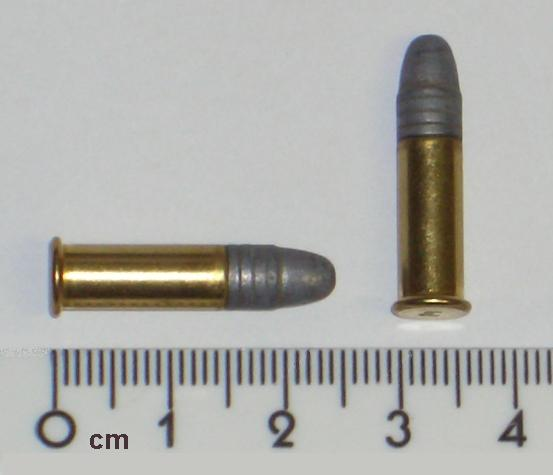
Kleinkaliber-Munition

| Die Luftpistole bildet ähnlich wie das Luftgewehr im Gewehrbereich bei den Pistolendisziplinen die Grundlage. Im Wettkampf werden 40 Schuss in 75 Minuten oder 60 Schuss in 105 Minuten abgegeben. Das Mindestabzugsgewicht beträgt bei der Luftpistole 500 Gramm. Die Luftpistole wird, wie alle anderen olympischen Pistolendisziplinen, freihändig mit einer Hand geschossen. |                                |                            |                |                   |
| 2.40 | KK-Sportpistole                | 25 m Pistol Women          | .22 long rifle | Frauen            |
| Die Sportpistole wird mit Waffen im Kaliber .22 long rifle geschossen. Im Leistungsbereich werden fast ausschließlich nur Pistolen angetroffen. Revolver finden hier kaum Anwendung. Das Programm ist in zwei Halbprogramme aufgeteilt: das Präzisions- und Duellschießen. Der Präzisionsdurchgang besteht aus drei oder sechs Serien à fünf Schuss. Pro Serie hat der Schütze fünf Minuten Zeit. Der Duelldurchgang besteht aus der gleichen Anzahl Serien wie der Präzisionsdurchgang, der Ablauf ist dabei anders: Die Scheibe ist nach Kommando für sieben Sekunden nicht sichtbar, dann, wenn sie sichtbar wird, hat der Schütze drei Sekunden Zeit, einen Schuss abzugeben. Dieser Wechsel wiederholt sich insgesamt fünfmal. Das Abzugsgewicht beträgt bei der Sportpistole mindestens 1000 Gramm.                                                                                                   |                                |                            |                |                   |
| 2.20 | Freie Pistole                  | 50 m Pistol Men            | .22 long rifle | Männer            |
| Die Freie Pistole wird auf 50 m Entfernung geschossen. Als Waffe wird ein Einzellader verwendet. Freie Pistolen sind von beschränkenden Regeln, die das Abzugsgewicht, Waffengewicht und -abmessungen betreffen, praktisch befreit daher der Name „Freie Pistole“. Bei der Disziplin gibt es für die Waffe nur eine Einschränkung: die Gesamtlänge der Waffe darf 60 Zentimeter nicht übersteigen, sonst gilt die Waffe als ein Gewehr. Das Abzugsgewicht ist ebenfalls frei wählbar, ein guter Schütze nutzt ein Abzugsgewicht von ca. 30 Gramm. Ungeübte spüren dabei keinen Abzugswiderstand und der Schuss kann leicht auslösen. Dadurch soll ein Verreißen des Schusses verhindert werden. Außerdem darf ein sogenannter „Handschuhgriff“ benutzt werden, das heißt, der Griff umschließt die komplette Hand (nur das Handgelenk muss frei bleiben). Die Schießzeit beträgt 120 Minuten für 60 Schuss. |                                |                            |                |                   |
| 2.30 | Olympische Schnellfeuerpistole | 25 m Rapid Fire Pistol Men | .22 long rifle | Männer            |
| Bei der Olympischen Schnellfeuerpistole beschießt jeder Schütze fünf nebeneinanderstehende Scheiben nacheinander. Durch die kurzen Zeitserien wird eine gewisse Dynamik in die Disziplin gebracht. Der Wettkampf besteht aus zwei Halbprogrammen zu je 30 Schuss. Diese setzen sich zusammen aus zwei Serien à fünf Schuss in je acht, sechs und vier Sekunden. Nach dem Kommando „Start“ dauert es drei Sekunden, bis die Scheiben sichtbar werden, dann darf der Schütze seine fünf Schuss abgeben. Das Abzugsgewicht beträgt mittlerweile auch 1000 Gramm. |                                |                            |                |                   |

##### Wurfscheiben Trap und Skeet
Die „Flinte“ findet als ursprüngliche Jagdwaffe heute im Wesentlichen ihren Platz bei den Disziplinen Skeet, Trap und Doppeltrap, dem so genannten Wurfscheibenschießen.

##### Olympisches Finale
In der Regel kommen die acht besten Schützen aus dem Vorkampf in das olympische Finale, die einzigen Ausnahmen hierbei sind die Olympische Schnellfeuerpistole und die Flinten-Disziplinen. Bei diesen Disziplinen kommen nur die sechs besten Schützen weiter.
Bei den 10- und 50-m-Wettbewerben wurden bis zu den Olympischen Spielen 2012 jeweils 10 Finalschüsse auf Kommando abgegeben. Der Schusswert wird sofort in Zehntelwertung ermittelt. Der Sieger wurde durch Addition des Vorkampfergebnisses mit dem Finalergebnis ermittelt. Seit 2012 wurde der Modus mehrere Male umgestellt. Der neueste Modus wird seit dem Internationalen Wettkampf in München 2017 geschossen und funktioniert wie folgt: Die besten acht Schützen aus dem Vorkampf kommen in das Finale. Dort wird jedes Ergebnis auf 0 gesetzt, sodass der Wettkampf quasi von vorne beginnt. In der Luftgewehrdisziplin werden nun 2 × 5 Schüsse auf Zehntelwertung abgegeben. Von nun an werden Einzelschüsse abgegeben in jeweils 50 Sekunden. Nach zwei abgegebenen Einzelschüssen fällt nun der jeweils schlechteste Schütze aus dem Wettbewerb, bis nach dem 24. Schuss nur noch ein Wettbewerber am Stand steht und gewinnt. Bei Gleichstand entscheidet ein Stechschuss. Das Finale im Liegendkampf läuft analog hierzu ab. Im 50-m-Dreistellungskampf werden in den Disziplinen Kniend und Liegend jeweils 3 × 5 Schuss mit Zehntelwertung abgegeben, im anschließenden Stehend 2 × 5. Hierauf verlassen die beiden schlechtesten Athleten den Wettbewerb und es werden fünf Einzelschüsse abgegeben, bei denen jeweils eine weitere Person ausscheidet, bis der Sieger feststeht.
Bei den 25-m-Wettbewerben werden im Finale 20 Schuss (in 4 Serien à 5 Schuss) abgegeben.
Der schlechteste Schuss beim Finale ist eine 0,0. Der Wert kann daher kommen, dass ein Schütze nicht, zu spät oder auf die falsche Scheibe (siehe Matthew Emmons bei den Olympischen Spielen 2004 im Dreistellungskampf) schießt. Der beste Wert, der im Finale geschossen werden kann, ist eine 10,9. Sie ist exakt in der Mitte der Scheibe und wird vom Publikum besonders bejubelt.

### Zusätzliche Disziplinen in Deutschland
Da der Schießsport auch von vielen Menschen ausgeübt wird, die berufsmäßig mit Waffen zu tun haben (Polizisten, Militär) gibt es auch noch etliche Disziplinen, die deutliche Anleihen aus diesen Bereichen zeigen. Beispiele hierfür sind „Westernschießen“ und „praktische Flinte“, die in Deutschland vom Bund der Militär- und Polizeischützen und dem Bund Deutscher Sportschützen angeboten werden. In der Regel werden viele dieser Disziplinen, trotz ihrer Popularität (vor allem in den Vereinigten Staaten) und internationaler Wettkämpfe, nicht von den Nationalen Olympischen Komitees gefördert.
Großkaliber-Disziplinen mit Standortänderungen sind nicht im Wettkampfkatalog des Deutschen Schützenbundes enthalten.

#### Laufende Scheibe

Schießscheibe für „Laufende Scheibe“

Die Disziplin „Laufende Scheibe“ war bis einschließlich der Olympischen Spiele 2004 in Athen eine olympische Wettkampfdisziplin. Für die Olympischen Spiele 2008 in Peking wurde sie, wie auch die Disziplin „Doppeltrap Damen“, aus dem Programm gestrichen.
Die „Laufende Scheibe“ hat ihren Ursprung im jagdlichen Bereich mit dem Kleinkalibergewehr (50 Meter). Auch heute ist noch beim 50-m-Schießen der Keiler die übliche Schießscheibe, national und international. Auf der Scheibe war früher ein Keiler abgebildet (daher auch oft als „Keilerschießen“ bezeichnet). Als Waffe wird ein Kleinkalibergewehr mit einem Zielfernrohr verwendet. Das Zielfernrohr hat im Visierbereich zwei Stachel, mit denen der Haltepunkt anvisiert wird. Beim Linkslauf wird der rechte Stachel, beim Rechtslauf der linke Stachel verwendet. Dadurch wird das Gewehr immer etwas dem Ziel vorgehalten und so wird die Zeit ausgeglichen, die das Geschoss bis zum Eintreffen auf der Schießscheibe benötigt. Die Abstände der beiden Stacheln sind variabel einstellbar. In der 10-m-Disziplin für Druckluftwaffen wird eine Scheibe mit zwei Spiegeln verwandt (siehe Abbildung).
In zwei Wettkampfteilen werden 2 × 30 Schuss abgegeben. Im ersten Teil, dem „Langsamlauf“ bewegt sich die Scheibe in fünf Sekunden über eine Breite von 10 Metern, dieser Bereich wird „Schneise“ genannt und nur dort ist die Scheibe sichtbar. Beim zweiten Teil, dem „Schnelllauf“, ist die Scheibe doppelt so schnell, bewältigt also die Strecke in 2,5 Sekunden. Hat der Schütze innerhalb dieser Zeit keinen Schuss abgegeben, so wird eine Null gewertet. Zu Beginn ist die Scheibe auf der rechten Seite und läuft dann nach links, der so genannte „Linkslauf“, beim nächsten Schuss folgt der „Rechtslauf“. Zu Beginn des Schießens nimmt der Schütze die Waffe in den Hüftanschlag. Sie darf erst in die Schulter gehoben werden, wenn die Scheibe sichtbar wird.
Zusätzlich zum Normalprogramm gibt es noch das „Mix-Programm“, auch hier werden zwei Durchgänge geschossen, allerdings weiß der Schütze vor dem Schuss nicht, ob die Scheibe 5 oder 2,5 Sekunden zu sehen ist und muss so individuell reagieren.
Später ging man dazu über, auch mit dem Luftgewehr „Laufende Scheibe“ zu schießen. Der Vorteil liegt im geringeren Platzbedarf, und Stände sind schnell einzurichten. Die Entfernung beträgt nur noch 10 Meter und die Schneise ist zwei Meter breit. Die Disziplin „Laufende Scheibe Luftgewehr“ ist auch hier die einzige, bei der auf dem Luftgewehr eine Zielhilfe in Form eines Fernrohres erlaubt ist.
Es gibt folgende Disziplinen:
- 2 × 40 Luftgewehr 10 m, Mix
- 2 × 30 Kleinkaliber 50 m
- 2 × 20 Kleinkaliber 50 m, Mix
- Falling Target (in Finnland sehr beliebt, nicht olympisch) Sommerbiathlon ein. Beim Biathlonschießen mit dem Gewehr gibt es nur die Anschläge Liegend und Stehend, beim Bogenbiathlon Stehend und Kniend.

#### Zimmerstutzen
Der Zimmerstutzen ist eine Traditionswaffe, mit der bereits in der Zeit vor dem Ersten Weltkrieg sportlich geschossen wurde. Mit dem Zimmerstutzen werden noch heute, bis hinauf zur deutschen Meisterschaft, Wettkämpfe ausgetragen. Geschossen wird heute im stehenden Anschlag auf eine Entfernung von 15 Metern.

#### Ordonnanzgewehr
Bei der Disziplin Ordonnanzgewehr benutzt der Schütze Repetierer oder Einzellader, die vor einem bestimmten Stichtag als Ordonnanzwaffen geführt wurden (Einzelheiten über Schussanzahl etc. sind in den Sportordnungen der jeweiligen Verbände nachzulesen). Geschossen wird meist auf eine Distanz von 100 Metern. Das Wettkampfprogramm besteht meist aus mehreren Serien, die in unterschiedlichen Stellungen abzugeben sind (z. B. liegend und kniend oder stehend). Vereine können auch eigene – von den Verbänden abweichende – Regelungen treffen. Beliebte Waffen beim Ordonnanzgewehr sind:
- Karabiner K98k
- Mosin-Nagant (Drei-Linien-Gewehr)
- Carl Gustaf m/96 (auch Schweden-Mauser genannt)
- Enfield No. 4
- Karabiner 31

#### Standardpistole
Die Disziplin „Standardpistole 25 m“ wird mit einer Pistole oder Revolver im Kaliber .22lfb geschossen, der Wettbewerb besteht meist aus 60 Schuss in drei aufeinander folgenden Durchgängen von je 20 Schuss. Jeder Durchgang besteht aus 4 Serien à 5 Schuss in der Reihenfolge a) 4 × 5 Schuss in 150 Sekunden, b) 4 × 5 Schuss in 20 Sekunden, c) 4 × 5 Schuss in 10 Sekunden. Die Schießscheiben sind von der gleichen Sorte, wie sie bei der „Freien Pistole 50 m“ verwendet werden.

#### Großkaliber-Kurzwaffendisziplinen
- Großkaliberrevolver .357 MAG
- Großkaliberrevolver .44 MAG
- Großkaliberpistole 9 mm
- Großkaliberpistole .45 ACP

Als Beispiel diene hier die Ausführung gemäß Sportordnung des DSB: Alle vier vorgenannten Disziplinen werden nach dem gleichen Ablauf durchgeführt: Vor dem Wettkampf steht den Schützen eine Probeserie mit 5 Schuss zur Verfügung. Im Vollprogramm folgen vier Serien à 5 Schuss binnen 150 Sekunden auf die s.g. Präzisionsscheibe. Im Anschluss daran werden vier weitere Serien à 5 Schuss binnen 20 Sekunden auf die s.g. Schnellfeuerscheibe absolviert. In beiden Teildisziplinen beträgt die Entfernung zum Ziel 25 m. Der genaue Ablauf ist der jeweils aktuellsten Ausgabe der Sportordnung des DSB zu entnehmen. Die GK-Kurzwaffendisziplinen und ihr Ablauf sind in den schießsportlichen Dachverbänden höchst unterschiedlich ausgestaltet (vgl. beispielsweise BDMP – Police Pistol 1 mit gänzlich anderem Ablauf).

#### Aufgelegtes Schießen

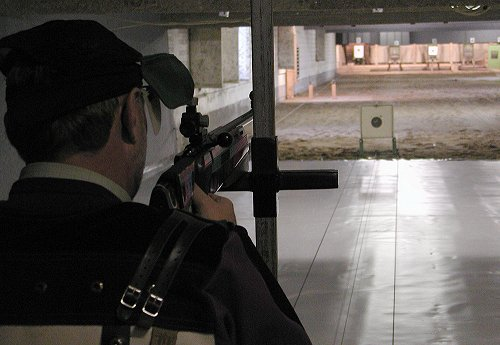
Schießen Kleinkaliber-Auflage

Ab dem 56. Lebensjahr werden schon länger auf unteren Verbandsebenen bis hin zu deutschen Meisterschaften auch Wettkämpfe mit aufgelegten Waffen bei Luftgewehr, Luftpistole und Kleinkaliber durchgeführt. Verwendet werden dafür die üblichen Sportwaffen, ggf. versehen mit einem flachen Keil unter der Waffe, was ein planes Auflegen ermöglichen soll. Beim Schießen darf nur die Waffe gehalten werden, die Auflage darf nicht berührt werden. Ab der Seniorenklasse III dürfen die Schützen/Schützinnen auch sitzend aufgelegt schießen.
Die „aufgelegten“ Disziplinen sind mit der Ausgabe 2005/06 der Sportordnung des DSB, gültig ab 29. April 2005 als Teil 9, in das offizielle Regelwerk des Deutschen Schützenbundes aufgenommen worden. Die Regeln bei Wettkämpfen wurden von den normalen Freihand-Wettbewerben adaptiert. Auf Bundesebene hatte der Deutsche Schützenbund 2003 als „Krücke“ eine so genannte „Seniorenmeisterschaft“ eingeführt, die einer deutschen Meisterschaft entsprach. An diesem Wettkampf durften allerdings nur Schützen/Schützinnen ab 56 Jahre teilnehmen. Im Jahr 2006 wurden die ersten deutschen Meisterschaften nach den neuen Regeln in der Sportordnung durchgeführt, jedoch ebenfalls nur für Schützen / Schützinnen ab dem 56. Lebensjahr. Inzwischen wurden die Klassen geändert. Es gibt nun die Klassen Senioren (bzw. Seniorinnen) I bis V. Aufgelegtes Schießen ist nach der geltenden Sportordnung ab der Seniorenklasse I (ab dem 51. Lebensjahr) möglich, ab der Seniorenklasse III (ab dem 66. Lebensjahr) auch sitzend.
Beim aufgelegten Schießen werden Serien mit 30 Schuss geschossen. Da die Schießleistungen im oberen Bereich sehr eng beieinander liegen (300 Ringe bei 30 Schuss = 30-mal die „Zehn“ sind keine Seltenheit), wird hier nur noch elektronisch ausgewertet. Seit dem Sportjahr 2017 werden zur „Behebung“ dieses Problems einige Disziplinen von Beginn an auf Zehntel-Wertung geschossen.

#### Bolzenschießen
Die Interessengemeinschaft der Bergischen Bolzenschützen (IGBBS) fördert als letzter Verband das klassische Bolzenschießen mit Luftgewehren (Kaliber 5,5) in Deutschland und betreibt weiterhin den aktiven Schießsport. Die letzte deutsche Meisterschaft fand im Jahr 1939 statt. Der Wettkampfmodus der IGBBS weicht gänzlich von den Modi der anderen Verbände ab, so wird beispielsweise eine Ringscheibe mit 3 Zielen je 12 Punkten verwendet und im Ligabetrieb zählen nicht alle Schützen eines Vereins, sondern nur die besten 6 mit. Jährlich findet ein Vergleichskampf mit der Bolzensportabteilung des N.B.V.S. (Nederlandse Bond Vor Sportschutters) statt.

### Dynamische Disziplinen

#### IPSC
Bei den Disziplinen der International Practical Shooting Confederation (IPSC), deren Schützen in Deutschland Mitglieder im Bund Deutscher Sportschützen sind, wird sowohl auf Pappziele als auch Metallziele geschossen. Diese Ziele sind zum Teil beweglich (sie wackeln, drehen sich, bewegen sich von einer Seite zur anderen) oder sind durch Penalty Targets, früher No-Shoots genannte Scheiben teilweise verdeckt.
Der Schütze wechselt während eines Durchgangs mehrmals die Position und Haltung. Dabei schränken Hindernisse das Schussfeld ein bzw. bestimmen die Position des Schützen. In Abgrenzung zum Verteidigungsschießen gibt es beim IPSC vor dem Wertungsdurchgang ein Briefing, in dem der Schütze die Stage und die Ziele erklärt bekommt. Er kennt also den Aufbau und die Position aller Ziele vor Beginn der Wertung. Wie er die Stage abläuft und in welcher Reihenfolge er die Ziele beschießt, ist ihm allerdings freigestellt. Jedes Ziel darf beliebig oft beschossen werden. Die Wertung erfolgt als Kombination aus Trefferpunkten und der für den Durchgang benötigten Zeit. Es kommt bei dieser Disziplin also nicht nur auf sauberes, sondern auch auf schnelles Schießen an.

#### Westernschießen
In Deutschland wird das dynamische Westernschießen vom BDS betrieben. In einigen Landesverbänden des DSB gibt es über die Liste B gleichnamige Disziplinen, die jedoch nicht verwechselt werden sollten.
Ähnlich dem IPSC bewegt sich der Schütze über einen Parcours, jedoch mit insgesamt 4 Waffen aus der Zeit des Wilden Westens: zwei Single-Action Revolver, ein Repetiergewehr und eine Schrotflinte. Im Gegensatz zum IPSC sind die Anzahl der Schüsse und mit welcher Waffe welche Ziele in welcher Reihenfolge von welcher Position aus zu beschießen sind, fest vorgegeben. Auch gibt es keine Trefferzonen, es wird nur nach Treffer oder Fehler unterschieden.
International ist die Disziplin als Cowboy Action Shooting bekannt und wird von der Single Action Shooting Society (SASS) betreut. Aufgrund des deutschen Waffenrechts gibt es dort geringfügige Abweichungen zum internationalen Regelwerk.

### Schießen mit Vorderladern
Ab Mitte bis Ende der 1960er Jahre wurde auch das Schießen mit Vorderladern in Deutschland immer beliebter.
Dabei handelt es sich um Waffen oder deren Nachbildungen ("Replikas", seit ca. 2020 oft auch "Neo-Klassiker"), wie sie in Europa und den Vereinigten Staaten allgemein bis etwa 1866 in militärischem und noch einige Jahre darüber hinaus in zivilem Gebrauch waren.
Die Ladung darf nur mit fabrikmäßig hergestelltem Schwarzpulver in den verschiedenen Körnungen erfolgen und muss auf einem separaten Ladetisch hinter dem Schützen geladen werden.
Die Einteilung erfolgt in:

#### Luntenschlossgewehr
Entsprechend den Arkebusen des 17. Jahrhunderts oder den japanischen Tanegashima-Gewehren.

#### Musketen
Hier sind die Steinschlossmusketen gemeint, wie sie vom Beginn des 18. Jahrhunderts bis etwa 1840 allgemein in militärischem Gebrauch waren. Eine Zieleinrichtung (gemeint ist vor allem die Kimme) darf nicht vorhanden sein. Geschossen wird auf 50 m auf die Musketenscheibe. Es sind 15 Schuss abzugeben. (DSB)

#### Steinschlossgewehr
Unter diese Kategorie fallen zum Beispiel die sogenannten Jägerbüchsen, also etwa 1 m lange Gewehre mit gezogenem Lauf, die mit Pflasterkugeln versorgt werden. Es werden stehend 15 Schuss auf 50 m auf die normale Vorderladerscheibe abgegeben.

#### Perkussionsgewehr
Wie beim Steinschlossgewehr, aber mit Perkussionszündung.

#### Perkussionsdienstgewehr
Geschossen werden 15 Schuss auf 100 Meter aus Originalen oder Nachbauten von Gewehren, wie sie in militärischem Gebrauch (Ordonnanz) waren. Waffen mit Stecher sind nicht erlaubt (DSB), obwohl es originale Waffen mit Stecher gab (zum Beispiel Württemberger Jägerbüchse 1860).
Geschossen wird liegend, eventuell mit Schießriemen. Die Geschossform muss dem des Originals entsprechen. Also muss in einer Waffe für ein Minié-Geschoss auch ein solches Verwendung finden.
Der Einfülltrichter darf max. 100 mm lang sein, es darf nicht gewischt werden.
Beliebt sind vor allem die englischen Enfield-Gewehre, die durch die Repliken von Parker-Hale in den 1970er Jahren auch in Deutschland bekannt wurden, sowie Nachbauten des Remington-Gewehres von 1863 (oft fälschlich als Zuave-Gewehre bezeichnet) bzw. der Nachbau des Württemberger Vereinsgewehres von 1857.

#### Perkussionsfreigewehr
Geschossen werden 15 Schuss auf 100 m liegend mit Schießriemen. Erlaubt sind Diopter, Einfülltrichter bis zum Pulversack und Wasserwaagen zur Verkantungskontrolle. Beliebt sind Waffen von Alexander Henry oder Unterhammergewehre.

#### Steinschlosspistole
Geschossen wird mit Steinschlosspistolen mit glattem Lauf auf eine Distanz von 25 m.

#### Perkussionspistole
Wie bei der Steinschlosspistole, aber mit Perkussionszündung und gezogenen Läufen. Auch Verwendung von Unterhammerpistolen.

#### Perkussionsrevolver
Hier werden vor allem Nachbauten der 5- oder 6-schüssigen Perkussionsrevolver von Colt, Remington, Rogers & Spencer unter anderem verwendet. Visiereinrichtungen müssen auch in der Form dem Original entsprechen. Es darf nur mit einer Hand geschossen werden.

#### Einzellader Papier- oder Metallpatronen
Insbesondere beim DSB finden einschüssige Waffen mit Papierpatronen (Chassepotgewehr) oder Dreyse-Zündnadelgewehr bzw. mit Metallpatronen (Mauser Modell 71) keine Berücksichtigung, wohl aber in Verbänden wie der DSU oder der Schwarzpulverinitiative. Hier wird im Wesentlichen mit Originalen der Zeit geschossen, da es nur wenige Repliken gibt.

#### Schießen mit Kanonen

##### Großgeschütze
Insbesondere in Ostdeutschland hat nach der Wende das Schießen mit Vorderlader-Kanonen einen unerwarteten Aufschwung genommen. 2012 führt der Verband Deutscher Schwarzpulver-Kanoniere (VDSK) in Sondershausen die Meisterschaften im Großgeschützschießen durch. Es werden meist Truppenübungsplätze dafür benötigt.

##### Modellkanonen
Das Schießen mit Modellkanonen erlebte in Westdeutschland seinen Aufschwung mit dem Vorderladerschießen und fand in den neuen Bundesländern nach der Wende bald viele Anhänger. Vorteile sind gegenüber den Großgeschützen die überschaubaren Kosten. Das Modellkanonenschießen kann auf den dafür geeigneten Schießstätten für Vorderlader stattfinden. Wegen der Standfestigkeit der Modelle sind Zieleinrichtungen meist nicht gestattet, also weder Kimme noch Korn. Unterteilt werden die Klassen vor allem nach Feldgeschützen und Schiffsgeschützen. Wie Vorderlader werden auch Schwarzpulver-Kanonen, deren Vorbild bis zum 1. Januar 1871 hergestellt wurden, gesetzlich als einschüssige Vorderlader behandelt, deren Erwerb für Volljährige frei ist. Erlaubnispflichtig hingegen ist das Treibladungsmittel Schwarzpulver.

## Leistungsbewertung

### Leistungsabzeichen
In der Sportordnung des Deutschen Schützenbundes waren früher verschiedene Möglichkeiten zum Ablegen eines Schießsportabzeichens vorhanden. Hierbei mussten schießsportliche und Leistungen aus dem Regelwerk des Deutschen Sportabzeichen absolviert werden. Das hat sich nach der letzten Revision der Sportordnung des DSB geändert. Nunmehr gibt es nur noch das Deutsche Sportabzeichen, welches um schießsportliche Disziplinen in der Gruppe 4 erweitert wurde. Hierbei ist jedoch zu bedenken, dass die meisten schießsportlichen Disziplinen erst ab dem 12. Lebensjahr geschossen werden dürfen und die geforderten Leistungen nicht mal eben „nebenbei“ erreicht werden können, sondern nur nach ausreichendem Training.
Zum 100. Jubiläum des Sportabzeichens im Jahr 2013 sind die Anforderungen dafür wieder komplett überarbeitet worden. Die gesamte Gruppe 4 ist nicht nur für Schießsportler ausgetauscht worden. In der neuen Disziplingruppe „Koordination“ wird das Kleine und das Große Leistungsabzeichen des Deutschen Schützenbundes (DSB) in der Stufe „Gold“ für das Sportabzeichen anerkannt.
Die beim Deutschen Schützenbund (DSB) stehenden Anforderungen für die Schießdisziplinen im Sportabzeichen sind zurzeit aber noch auf dem Stand 2012.

### Verfahren zur Ergebnisermittlung

Scheibendarstellung für den Schützen auf der Meyton-Anlage

Es existieren zwei grundsätzliche Verfahren, das Ergebnis eines Schützen zu ermitteln: manuell (von Hand) oder mit Hilfe von elektronischen Hilfsmitteln.
Beim Wurfscheibenschießen (Trap und Skeet) wird nur das manuelle Verfahren angewendet. Dort entscheiden ein Hauptrichter und zwei Hilfsrichter, ob eine Wurfscheibe getroffen wurde. Die Regel besagt, dass dort ein deutlich sichtbares Teil abbrechen muss.
Werden Papierscheiben von Hand ausgewertet, wird der Wert eines jeden Schusses einzeln ermittelt. Dabei gilt die Regel (Ausnahme Vorderladerschießen), dass wenn ein Ring von dem Schuss angekratzt wird, der höhere Ring gezählt wird. Dieses Verfahren wird, abgesehen von den 25-m-Pistolendisziplinen im Großkaliberbereich, nur noch beim Training und bei Rundenwettkämpfen in den unteren Klassen angewendet.
Bei der Auswertung mit elektronischen Hilfsmitteln gibt es wiederum mehrere Verfahren. Das kostengünstigste ist dabei das Beschießen einer Papierscheibe, die später von einer so genannten Auswertemaschine ausgelesen wird. Dabei vermisst die Maschine den Abstand des Schusses zur 10 und ermittelt daraus den Schusswert.
Immer beliebter werden elektronische Trefferanzeigen. Das bedeutet, dass der Schütze am Stand einen Monitor stehen hat, der sofort nach der Schussabgabe den Wert anzeigt. Das Verwenden von Papierscheiben entfällt bei der Werteermittlung. Bei der elektronischen Trefferanzeige gibt es nur zwei zugelassene Verfahren, erstens die Messung mittels Schallwellen (System SIUS Ascor) und zweitens die Messung mittels Lichtschranken (System Meyton) oder Infrarot-Lichtvorhängen (DISAG OpticScore). Bei der Schallwellenmessung wird von vier bis sechs Mikrofonen gemessen, wo das Geschoss ein Gummi- oder Papierband durchschlägt. Die Messung mit Hilfe von Lichtschranken ermittelt das Geschoss dort, wo es die Lichtschranken auf der X- und Y-Achse unterbricht. Beide Systeme müssen eine Genauigkeit von mindestens 1/10 mm aufweisen.

### Prominente Wettbewerbsgewinner

#### Deutschland
- Benjamin Bessert, Goldmedaillengewinner und Weltrekordhalter mit der Mannschaft in der Disziplin Feldarmbrust, Weltmeisterschaft 2006 in Steyr (Österreich) Mannschaft: Benjamin Bessert; Ralf Hillenbrand, Karl-Heinz Blumtritt
- Michael Buchheim, Olympiadritter 1972 im Skeetschießen
- Frank Dobler, zwischen 1987 und 2007 mehrfacher Welt- und Europameister (Einzel und Mannschaft) im Luftgewehr.
- Munkhbayar Dorjsuren, zweifache Weltmeisterin mit SpoPi und LuPi, Bronzemedaille bei den Olympischen Spielen 1992 in Barcelona und erneut bei den Olympischen Spielen 2008 in Peking, deutscher Rekord
- Philipp Grimm, Europameister LP 2015 in Arnhem
- Michael Heise, Europameister Freie Pistole Junioren 2011
- Walter Hillenbrand, mehrfacher Weltmeister im Luftgewehr- und Feldarmbrustschießen.
- Harriet Holzberger, Euro-Cup-Siegerin 300 m GK-Gewehr in Tolmezzo/ITA mit 598 v. 600 Ringen (Offizieller WR liegt bei 597 Ringen), Siegerin 16. Europacup-Finale 300 m GK-Gewehr in Winterthur/CH mit 598 v. 600 Ringen, aber nur als Europarekord anerkannt, Siegerin Europa-Cup-Finale 2007 300-Meter-liegend, 21. September, Winterthur/CH 594 v. 600; Sieg 300 m GK EuroCup 2008 Tolmezzo/ITA mit 596 v. 600 Ringen, deutscher Damen-Mannschafts-Rekord Liegendwettkampf mit 1.782 Zähler[10]
- Birte Ihms, Europameisterin Armbrust 10 m 2013
- Michael Jakosits, Olympiasieger 1992, Europameister 1994 jeweils in der Disziplin Laufende Scheibe 10 Meter
- Monika Karsch, Silbermedaillengewinnerin Olympische Spiele Rio 2016
- Susanne Kiermayer, beste deutsche Wurfscheibenschützin mit deutschem Rekord für die Ewigkeit
- Christian Klees, Olympiasieger 1996, KK-Liegendkampf mit Weltrekord und Finalweltrekord
- Bernd Klingner, 1 × Mannschaftsweltmeister, 3 × Einzeleuropameister und 6 × Mannschaftseuropameister; Olympiasieg im 120 Schuss KK-Dreistellungskampf in Mexiko-Stadt im Jahre 1968
- Thomas Klix, Deutscher Meister Gebrauchsrevolver .357 Magnum 2004 & 2006 mit deutschem Rekord 395 v. 400 Ringen
- Peter Kohnke, Juniorenweltmeister 1957 KK-3-Stellungskampf, 1959 Vizeweltmeister KK-Liegendschießen, Olympiasieger 1960 KK-Liegendschießen
- Manfred Kurzer, Olympiasieger 2004 in der Disziplin Laufende Scheibe 10 Meter
- Barbara Lechner, Europameisterin LG 2005 in Estland, Goldmedaillengewinnerin Olympische Spiele Rio 2016, Mannschaftsweltmeisterin 2006 in Kroatien
- Jürgen Loscher Insgesamt 252-mal bei deutschen Meisterschaften gestartet und insgesamt 83 × Gold, 50 × Silber und 29 × Bronze erreicht. Bei der deutschen Meisterschaft des BDS 2005 von 26 Starts 19 × Gold, 4 × Silber und 3 × Bronze erreicht[11]
- Christian Lusch, Silbermedaillengewinner KK-Liegend Athen 2004, Worldcupfinal-Sieger KK-Liegend Bangkok 2004 mit Weltrekord (600 Ringe)
- Sascha Madl, Mannschaftsweltmeister Armbrust 1999 und 2003, Vizeweltmeister 2003
- Heinz Mertel, Silbermedaillengewinner Freie Pistole, Olympische Spiele 1968
- Ulrich Müller, Deutscher Meister 2005, GK Sportgewehr, liegend 300 m (300 Ringe bei 30 Schuss)
- Sonja Pfeilschifter, LG-Welt- und Europameisterin (400 Ringe bei 40 Schuss), „Schützin des Jahres“ 2000 und 2006, Weltmeisterin Armbrust 1999
- Uwe Potteck, Olympiasieger Freie Pistole, Montreal 1976
- Christian Reitz, Weltrekord mit der Schnellfeuerpistole, Bronze bei den Olympischen Spielen 2008, Gold bei den Olympischen Spielen 2016 in Brasilien
- Johann Riederer, Bronzemedaillengewinner Luftgewehr, Olympische Spiele 1988 und 1992
- Oswald Schlipf, Welt- und Europameister Luftgewehr 1978
- Klaus Schüler, Vizeeuropameister Armbrust 10 m
- Ralf Schumann, mehrfacher Olympiasieger mit der olympischen Schnellfeuerpistole
- Marco Spangenberg, Weltmeister OSP[12]
- Silvia Seiderer, Goldmedaillengewinnerin im KK-Dreistellungskampf, Olympische Spiele 1988
- Joachim Vogl, Mannschaftsweltmeister Armbrust 10 m 1999 und 2008 sowie deutscher Rekordhalter in dieser Disziplin
- Karl Wenk, 16-mal Deutscher Meister, vierfacher Europa- und zweifacher Weltmeister, stellte 1961 einen deutschen und 1967 einen Weltrekord auf, nahm an drei Olympischen Spielen teil
- Jürgen Wiefel, Silbermedaillengewinner der Olympischen Spiele 1976 Montreal und 1980 in Moskau im Sportschießen in der Disziplin Olympische Schnellfeuerpistole
- Carina Wimmer, Europameisterin mit der Luftpistole 2021, Europameisterin Team Sportpistole 2021
- Konrad Wirnhier, Bronzemedaille im Skeetschießen, Olympische Spiele 1968 Mexiko, Goldmedaille im Skeetschießen, Olympische Spiele 1972 München
- Henri Junghänel, Goldmedaille im Kleinkaliber-Liegendschießen, Olympische Spiele 2016 Rio de Janeiro

#### Österreich
- Thomas Farnik, fünfmaliger Olympiateilnehmer, mehrfacher Weltmeister, Europameister, Weltcupsieger, Weltschütze des Jahres 1997, österreichischer Meister
- Rudolf Dollinger, zweifacher Bronzemedaillengewinner mit der Freien Pistole in München 1972 und in Montreal 1976
- Hubert Hammerer, Goldmedaillengewinner im Freien Gewehr Dreistellungskampf, Olympische Spiele 1960, Europameister im Armbrustschießen 1958, 43-maliger österreichischer Meister
- Mario Knögler, Europameister mit dem Luftgewehr 2006, Weltrekordhalter mit dem Kleinkaliber im Teamwettbewerb, Europameister Kleinkaliber 60 Schuss Liegend 1999, mehrfacher Weltcupsieger
- Christian Planer, Bronzemedaillengewinner im KK-Dreistellungskampf, Olympische Spiele 2004, Europameister KK-Liegendmatch Team 2003, Europameister KK-Dreistellung Team 2003, Europameister LG-Team 2005, Weltrekordinhaber KK-Liegendmatch-Team, Weltrekordinhaber KK-Dreistellung-Team, 1. Platz Weltcup Resende LG 2006, 600 von 600 Ringen mit dem Luftgewehr
- Wolfram Waibel junior, Silbermedaillengewinner im Luftgewehr und Bronzemedaillengewinner im Kleinkaliber-Dreistellungsmatch, Olympische Spiele 1996, Europameister im Luftgewehr 1996, Weltrekordmitinhaber Luftgewehr und Kleinkaliber-liegend
- Franziska Peer, mehrfache Weltcup-, Europameisterschafts- und Weltmeisterschafts-Medaillen-Gewinnerin
- Bernhard Pickl, Weltrekordhalter Großkaliber, mehrfache Weltcup-, Europameisterschafts- und Weltmeisterschafts-Medaillen-Gewinner
- Martin Strempfl, Olympiateilnehmer Tokio 2020